# Jin Yang

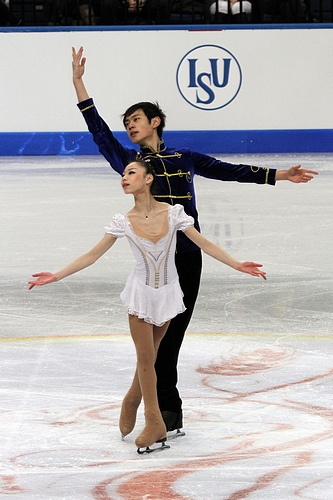
Jin en Yu Xiaoyu (2012)

Jin Yang (Chinees: 金杨, Harbin, 16 mei 1994) is een Chinees kunstschaatser die uitkomt als paarrijder. Hij veroverde met schaatspartner Yu Xiaoyu de bronzen medaille bij het Viercontinentenkampioenschap 2016. Sinds 2016 schaatst hij met Peng Cheng.

## Biografie
Jin begon in 1999 met kunstschaatsen, nadat hij Shen Xue en Zhao Hongbo op televisie bezig had gezien. Jin en zijn eerste schaatspartner Yu Xiaoyu werden in 2009 bij elkaar gebracht door hun coaches. In 2012 trainden ze zo'n negen uur per dag: van acht uur 's ochtends tot vijf uur 's middags, met halverwege een pauze. Ze wonnen in januari 2012 op de Olympische Jeugdwinterspelen in Innsbruck de gouden medaille bij de paren. Een maand later veroverden ze het zilver bij de WK voor junioren. In 2014 en 2015 werden ze wereldkampioen bij de junioren. Hun beste prestatie bij de senioren is de bronzen medaille op het 4CK 2016. In april 2016 werd bekend dat Jins samenwerking met Yu was beëindigd; hij zou voortaan met Peng Cheng uitkomen op kunstschaatskampioenschappen. De Chinese kunstschaatsbond had besloten om de paren Peng/Zhang en Jin/Yu te wisselen.

## Persoonlijke records
Peng/Jin
| records             | punten | datum      | toernooi         |
| ------------------- | ------ | ---------- | ---------------- |
| Hoogste totaalscore | 216.93 | 08-12-2018 | GP Final 2018/19 |
| Hoogste korte kür   | 075.76 | 06-02-2020 | 4CK              |
| Hoogste vrije kür   | 141.21 | 08-12-2018 | GP Final 2018/19 |

## Belangrijke resultaten
2009-2016 met Yu Xiaoyu, 2016-2020 met Peng Cheng
| Kampioenschap | 08/09 | 09/10  | 10/11  | 11/12  | 12/13 | 13/14 | 14/15 | 15/16         |               | 16/17         | 17/18         | 18/19         | 19/20         | 20/21         |
| --- | ----- | ------ | ------ | ------ | ----- | ----- | ----- | ------------- | ------------- | ------------- | ------------- | ------------- | ------------- | ------------- |
| Olympische Spelen |       |        |        |        |       |       |       |               |               | 17e           |               |               |               |               |
| Wereldkampioenschap |       |        |        |        |       |       |       |               |               | 9e            | 4e            | *             | 5e            |               |
| Viercontinentenkampioenschap |       |        |        |        |       |       |       | Brons         | 5e            | t.z.t.        | Brons         | Zilver        | *             |               |
| Aziatische Spelen |       |        |        |        |       |       |       |               | Zilver        |               |               |               |               |               |
| Grand Prix-finale |       |        |        |        |       |       | 5e    | 5e            | 6e            |               | Zilver        | Zilver        |               |               |
| Nationaal kampioenschap | 6e    | 4e     | Zilver | Brons  | Goud  | Brons | Goud  |               | Goud          | Zilver        | Goud          | Goud          |               |               |
| Olympische Jeugdspelen |       |        |        | Goud   |       |       |       | geen deelname | geen deelname | geen deelname | geen deelname | geen deelname | geen deelname | geen deelname |
| WK junioren |       | 8e (*) |        | Zilver | 4e    | Goud  | Goud  | geen deelname | geen deelname | geen deelname | geen deelname | geen deelname | geen deelname | geen deelname |
| Junior Grand Prix-finale |       |        | Brons  | 5e     | 5e    | Goud  |       | geen deelname | geen deelname | geen deelname | geen deelname | geen deelname | geen deelname | geen deelname |
| t.z.t. = trokken zich terug / * Afgelast naar aanleiding van de coronapandemie. (*) = uitslag geschrapt, China had per abuis te veel paarrijders afgevaardigd. |       |        |        |        |       |       |       |               |               |               |               |               |               |               |